# Ehemalige Oberförsterei (Oranienburg)

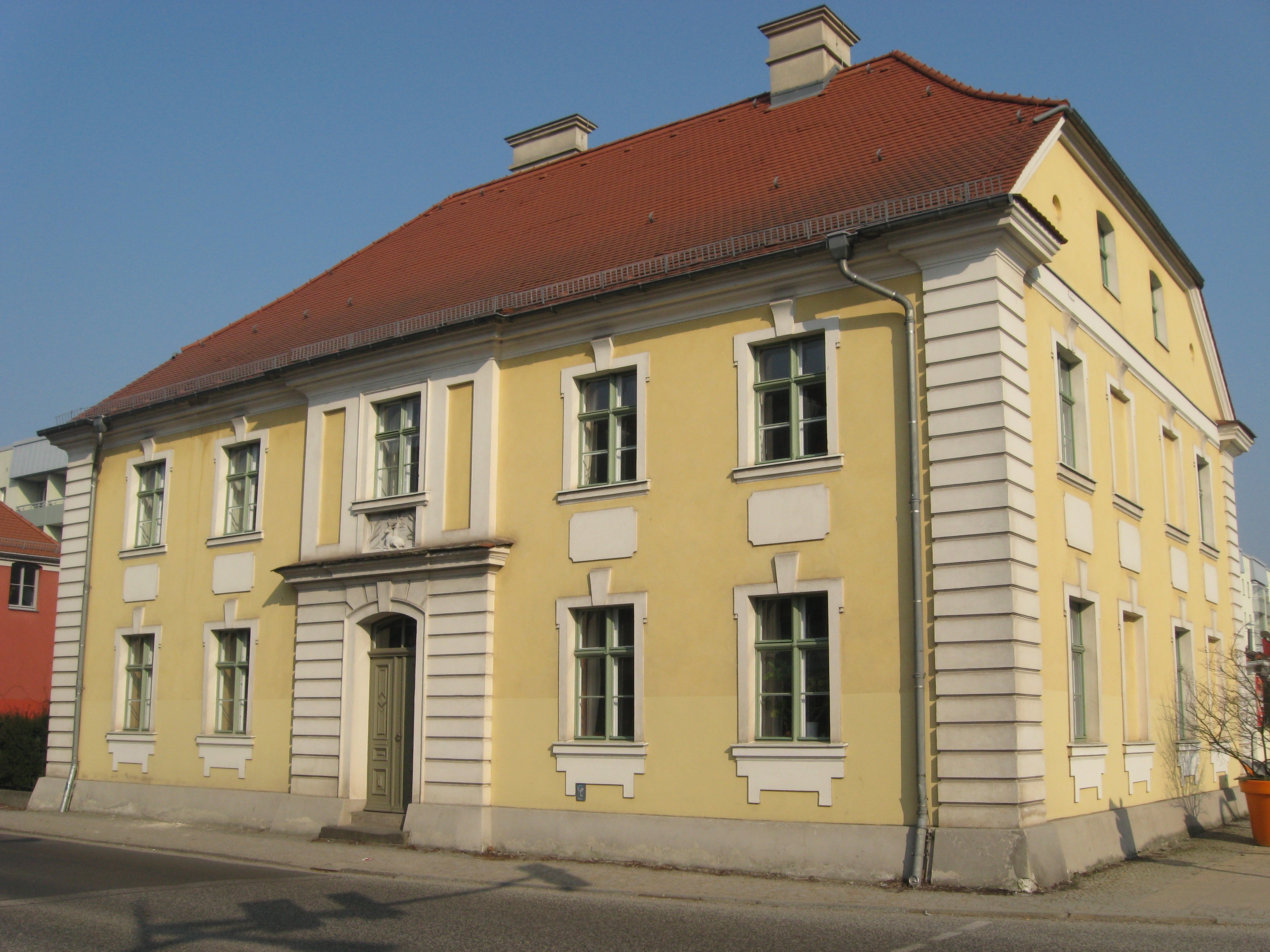
Oberförsterei

Die Ehemalige Oberförsterei, teils auch als Königliches Forsthaus bezeichnet, ist ein geschütztes Baudenkmal in der Bernauer Straße 18 a (Ecke Sachsenhausener Straße) in Oranienburg im brandenburgischen Landkreis Oberhavel. 
Das Gebäude war Sitz der Königlichen Oberförsterei zu Oranienburg.
Die Oberförsterei wurde 1772 nach Plänen des Bauinspektors Karl Bornstein in Massivbauweise errichtet. Es ist ein verputztes, zweigeschossiges Gebäude im Stil des friderizianischen Barocks mit Mittelrisalit und Krüppelwalmdach. Ein über dem Eingang eingelassener Reliefstreifen zeigt einen liegenden Hirsch. Zwischen seinem Geweih stehen die Buchstaben KFH, die wohl Königliches Forsthaus bedeuten.